# Dianthus algetanus
Dianthus algetanus là loài thực vật có hoa thuộc họ Cẩm chướng. Loài này được Graells ex F.N.Williams mô tả khoa học đầu tiên năm 1885.